# 39 Leticija
39 Leticija (mednarodno ime 39 Laetitia) je velik in svetel asteroid tipa S v glavnem asteroidnem pasu. 

## Odkritje
Asteroid je odkril Jean Chacornac (1823 – 1873) 8. februarja 1856. Ime je dobil po Leticiji, boginji veselja iz rimske mitologije. 

## Lastnosti
Asteroid Leticija obkroži Sonce v 4,61 letih. Njegova tirnica ima izsrednost 0,114, nagnjena pa je za 10,383° proti ekliptiki. Njegov premer je 149,5 km, okrog svoje osi pa se zavrti v 5,138 urah.